# Victor Eyles
Victor Eyles (Bristol, 10 ottobre 1895 – 8 marzo 1978) è stato un geologo e storico britannico.
Nel 1936 fondò la Società per la Bibliografia di Storia Naturale e alla morte lasciò in eredità all'Università di Bristol la propria collezione di reperti.

## Biografia
Figlio di Willam Henry Eyles, che nel 1928 era sindaco di Bristol, frequentò le scuole superiori a Fairfiled e successivamente si iscrisse all'Università di Bristol, ma dovette interrompere gli studi a causa della guerra.
Durante la prima guerra mondiale, fu arruolato nella Brigata "Gas" del corpo dei Royal Engineers. Ferito nel 1916 sul fronte francese, rimase convalescente per alcuni mesi, al termine dei quali fu assegnato al nuovo reggimento dei Royal Flying Corps, dove per tre anni fu impegnato come osservatore della sezione palloni aerostatici. Ritornato a Bristol, completò il Bachelor of Science nell'estate del 1920.
Entrò quindi a far parte del corpo British Geological Survey come geologo professionista. Nel 1935, si trasferì a Edimburgo, dove quattro anni più tardi fu eletto membro della Royal Society, col supporto di Murray Macgregor, William Thomas Gordon, Edward Battersby Bailey, John Baird Simpson e di David Haldane. Nel 1961 vinse il premio Bruce-Preller della società.
Durante la Seconda Guerra Mondiale, fu inviato nell'Irlanda del Nord per verificare la presenza di giacimenti naturali di bauxite, che erano necessari ai militari. Divenuto geologo del distretto, nel '47 fu uno dei membri fondatori della British Society for the History of Science.
Nel 1955, ottenne un dottorato onorario dalla Bristol University, dopodiché lasciò la vita professionale e accademica per stabilirsi nei Cotswolds, dapprima a Milton-under-Wychwood, e, nel '62, a Great Rissington.

## Famiglia
Nel 1931, sposò Joan Mary Briggs (1907-1986), un'esperta conoscitrice di Wiliam Smith, uno dei padri fondatori della geologia moderna. Mary Brigg lasciò in eredità all'Università di Bristol una vasta collezione di libri, manoscrittie mappe relativi alla geologia.

## Opere
- The Economic Geology of the Ayrshire Coalfields (1930)
- The Geology of Central Ayrshire (1949)
- System of the Earth 1785 (1970), scritto con James Hutton e G W White